# Aérodrome de Sabonnères
L'aérodrome de Sabonnères (code OACI : LF3126) est un aérodrome privé français situé sur la commune de Sabonnères, dans le département de la Haute-Garonne et la région Occitanie.

## Caractéristiques
- Altitude du terrain : 320 m (1 050 ft)
- Piste : en herbe 600 m x 30 m.

## Activités
- Aéroclub de Sabonnères ou Sabonnères Aéro. Baptêmes de l'air, formation au pilotage[1].
- Piste d'aéromodélisme[2].
- ULM[3].